# Міжнародні відносини Швеції
Зовнішня політика Королівства Швеція (швед. Sveriges utrikespolitik) — політика Швеції, заснована на суворому нейтралітеті і неприєднання до будь-яких військових блоків, що тривала від 1814 року до 2022 року. Однак, у 2022 році шведський уряд відмовився від політики нейтралітету, на користь рішення щодо приєднання до НАТО. Зовнішньою політикою Швеції відає Міністерство закордонних справ Швеції (м. Стокгольм).
Засади зовнішньої політики Королівства Швеція
- У 1980-х роках центральним елементом зовнішньої політики Швеції була доктрина загальної безпеки, спрямована на скорочення озброєнь у Європі і підтримки ідеї загального і повного роззброєння у всьому світі[1].

Нейтралітет Швеції (нім. Neutralität, від лат. neuter ні той, ні інший), — юридичний і політичний статус Королівства Швеція, яке зобов'язувалося не брати участі у війнах між іншими державами, а в мирний час не бути учасником воєнних блоків. Швеція не бере участі у війнах з 1814 р., починаючи із Наполеонівських війн, що робило її найстарішою нейтральною країною у світі.

## Сутність нейтралітету Швеції та його місце у зовнішній політиці
Сутність зовнішньої політики Швеції зводиться до політики свободи від союзів у мирний час із метою збереження нейтралітету в разі війни. На відміну від Швейцарії та Австрії, нейтралітет яких базується на багатосторонніх договорах і міжнародних гарантіях, шведський нейтралітет ґрунтується на односторонньому волевиявленні самої держави. Шведський нейтралітет — явище складне й суперечливе, не вкладається в рамки однозначних оцінок і критеріїв. Зовнішня політика Швеції, як і зовнішньополітичний курс Данії і Норвегії, схожих з нею своїми історичними долями, складався і закріплювався під впливом особливостей географічного та економічного стану цих держав. Володіючи важливими ключовими позиціями на півночі Європи (Норвегія та Швеція) і контролюючи основні морські шляхи між Балтикою і Північним морем (Данія), Скандинавські країни завжди приймалися в розрахунок у глобальній стратегії великих держав. Для останніх часом важливіше було зберегти їх «буферне» становище, ніж безпосередньо підключити до своєї військової системи. Нейтралітет Швеції, не зафіксований ні конституційним актом, ні міжнародною угодою, більше скидається на зовнішньополітичну самоідентифікацію країни в сучасному світі. Ця країна давно перестала відігравати роль великої країни, а певна відмінність від центрів силового протистояння об'єктивно підштовхувала її до впровадження нейтралістської зовнішньої політики.

### Генеза шведського нейтралітету та його становлення під час двох світових війн
Зовнішня політика Швеції наприкінці ХІХ — на початку XX ст. багато в чому визначалася двома аспектами міжнародних відносин того часу:
1) це були передвоєнні роки, і великі держави вже досить довго готувалися до війни;
2) зовнішньополітична діяльність північноєвропейських країн була пов'язана з їх різної блокової орієнтацією і підкресленим нейтралітетом в європейських і світових конфліктах.
Задовго до Першої світової війни Швеція відчувала сильний німецький вплив. Королівство схилялось до союзу з Німеччиною та посилювало військові приготування, обґрунтовуючи їх небезпекою з боку Російської імперії, спричиненої російською політикою у Фінляндії. На початку Першої світової війни Швеція, як і інші скандинавські країни, заявила про свій нейтралітет. Проте нейтралітет Швеції все ж схилявся на користь Німеччини. На початку Другої світової війни знову був офіційно оголошено нейтралітет Швеції. Проте країна підтримувала Фінляндію під час Радянсько-фінської війни. Так, була організована різного роду допомогу Фінляндії: на її боці воювали добровольці, здійснювалися поставки зброї і продовольства. Гітлерівський рейх на перших етапах війни віддав перевагу мати Швецію як нейтральну державу. План її захоплення («Полярна лисиця») з'явився вже пізніше.
Незважаючи на формальний нейтралітет, Швеція надавала Німеччині всілякі привілеї і йшла на поступки німецькій стороні. Через територію Швеції під час Другої світової війни проходив транзит зброї німецьким об'єднанням. Швеція надавала Німеччині кредити, поставляючи озброєння і будучи найбільшим постачальником залізної руди для потреб німецької військової промисловості. Ще й на сьогодні у Швеції розслідуються зв'язки шведського королівського престолу з нацистами в період Другої світової війни. Проте завдяки такій нейтральній політиці «подвійних стандартів» Швеція змогла достатньо легко перенести військовий період. Ще одна важлива обставина, що наклала відбиток на формування зовнішньої політики Швеції, — її місце у світовій економіці та міжнародному поділі праці. У період між двома світовими війнами визначився географічний напрямок шведської зовнішньої торгівлі.
Головними торговими партнерами Швеції стали Велика Британія та Німеччина. З іншого боку європейські країни виявилися ємним ринком збуту не тільки традиційних шведських товарів (залізна руда, целюлоза, ліс), але й дорогої спеціалізованої продукції (шарикопідшипники, електровироби, боєприпаси, зброя). Розвиток і зміцнення зовнішньоторговельних зв'язків із найбільшими країнами Європи, на яку припадало 2/3 зовнішньоторговельного обороту Швеції, стало важливою передумовою зростання її економіки і успішності зовнішньоторговельної експансії.

## Членство в міжнародних організаціях
- Підтримує тісні зв'язки з іншими скандинавськими країнами у Північній раді.
- З 1995 року член Європейського союзу (після схвалення на національному референдумі 1994 року).

### Військово-політичні відносини Швеції з ЄС
Серед країн-членів ЄС саме Швеція виявляє позитивне ставлення до спільної зовнішньої політики і політики в галузі безпеки (СЗПБ). При обговоренні проекту Європейської конституції Швеція виступала за те, щоб головним принципом було одностайність, але допускала і кваліфіковану більшість, коли, на думку деяких країн, запропоновані рішення суперечили їхнім національним інтересам. Вважаючи принцип одноголосності в питаннях, що стосуються військових і оборонних аспектів дуже важливим, Швеція розглядає СЗПБ як сферу, де важливо мати повну підтримку всіх її учасників. Європейська стратегія безпеки і створення можливостей з управління кризами розглядаються Швецією як такі, що мають дуже важливе значення для продовження розвитку, при якому ЄС може стати одним з головних чинників безпеки у світі. Одним з основних питань для Швеції є внесок у потенціал ЄС з управління кризами і, зокрема, створення контингенту швидкого реагування під її керівництвом. Шведські підрозділи зможуть брати участь у виконанні будь-яких операцій ЄС (у тому числі і під командуванням НАТО), включаючи зміцнення миру, не вважаючи, що це суперечить політиці військового неприєднання. Операції ЄС з управління кризами в цілому, на думку Швеції, були успішними. Позитивну оцінку шведи дали діям ЄС з врегулювання кризи в Македонії в 2001 р., де ЄС і НАТО здійснювали взаємодію, і вважають, що така лінія союзу могла б стати моделлю на майбутнє. У зв'язку з подіями в Іраку Швеція (позиція якої була близька до французької і не виключала військових операцій, але за умови мандата Ради Безпеки ООН) неодноразово висловлювала жаль, що не вдалося досягти єдиної позиції всередині ЄС. Шведи вважали, що військовим інспекторам (а їх очолював швед Хане Блікс) потрібно було дати більше часу для розслідувань. Військові операції, здійснені без мандата РБ ООН, на думку Швеції, є явним порушенням міжнародного права. Швеція вважає важливим, щоб ООН як єдина організація, яка може надати міжнародну легітимність застосування сили, стала більш ефективною у вирішенні нових завдань. Швеція надає великого значення діяльності ЄС з управління кризами не тільки в Європі, але і в більш глобальному масштабі, включаючи Африку, Близький Схід та Азію. Шведські підрозділи також брали участь в операції ООН МОНУК (MONUC) в Конго і місії ООН в Ліберії. Участь Швеції у союзі і, конкретно, в Європейській політиці безпеки та оборони призвела до змін в основних елементах політики Швеції у сфері оборони. Нова ситуація стала головною причиною того, чому Швеція, як і багато інших країн в Європі, відходить від національної оборони, яка базувалася тільки на загрозі агресії. Натомість країна прагне до формування більш гнучкої, сучасної оборони, яка була б здатною до швидких і ефективних міжнародних місій. У самій Швеції триває процес адаптації до нової ситуації, проводиться реформа збройних сил, яка почалася в 90-х роках. Загалом цілями оборонної доктрини Швеції є збереження миру і незалежності країни шляхом сприяння запобіганню та управлінню кризами і конфліктами в навколишньому світі; відстоювання територіальної цілісності; оборони Швеції від збройних нападів; захисту цивільного населення і забезпечення найбільш важливих суспільних функцій у разі війни. Швеція вважає, що важливо також розвивати і сучасні технології та озброєння. Одним з головних елементів реформи є більш взаємопов'язана стратегія поставок оборонного матеріалу, включаючи координацію НДДКР в галузі оборони і технічного розвитку. Проте Швеція, залишаючись нейтральною, виробляє високоякісне озброєння і військову техніку, які експортуються в інші країни. Наприклад, винищувачі «Гріпен», створені колись для власних збройних сил, пізніше були закуплені іншими державами. У свій час був відомий шведський безбаштовий танк Strv-103, а зараз у світі популярністю користуються військові автомобілі марок «Вольво» і «Сканія», всюдиходи, легка бронетехніка, артилерійські системи шведського походження тощо. Отже, у Швеції спостерігається усвідомлення необхідності включення в європейські процеси в галузі політики безпеки. Це викликано, перш за все, зростаючими темпами європейської інтеграції і боязню залишитися за межами активного політичного поля.

### Військово-політичні відносини Королівства з НАТО
- Бере активну участь у програмі НАТО «Партнерство заради миру» та в миротворчих силах в колишній Югославії. Член Організації економічного співробітництва та розвитку Ради Європи. Швеція з самого початку увійшла до складу Європейської асоціації вільної торгівлі.
- На відміну від інших північних країн — Данії і Норвегії, що вступили в 1949 р. в НАТО, шведський уряд не тільки підтвердив свою прихильність позаблоковій політиці, а й став на шлях активного нейтралітету і діяльної участі у міжнародному житті з метою запобігання ядерної війни. Швеція — член ООН (з 1946 р.), а також багатьох інших міжнародних організацій. У сучасних умовах Швеція, як правило, підтримує кроки, направлені на розрядку напруженості і встановлення сприятливого міжнародного клімату, часто виступає з посередницькою місією. Швеція виступила з низкою важливих акцій у галузі ядерного роззброєння. У 1963 р. Швеція одна з перших підписала Московський договір про заборону випробувань ядерної зброї в трьох середовищах. У Женевському комітеті з роззброєння шведські представники входять до групи неприєднаних держав. Разом з іншими членами комітету вони брали участь у підготовці висунутого з ініціативи Радянського Союзу договору про нерозповсюдження ядерної зброї. У 1969 р. риксдаг ратифікував договір. Шведські представники виступають за повну заборону всіх ядерних випробувань і повне знищення бактеріологічних і хімічних засобів боротьби. Із початком 90-х рр. Швеція змінила формулювання своєї офіційної політики безпеки. Починаючи з 1992 р. уряд невпинно заявляв, що політика військового неприєднання Швеції залишиться незмінною. Наприкінці 90-х років це формулювання стало предметом дискусії і критики як невідповідне в нових умовах (малося на увазі розширення НАТО). У підсумку соціал-демократичний уряд у лютому 2002 р. досяг домовленості з опозицією про нове формулювання. У ній не згадується про необхідність збереження нейтралітету, йдеться про більшу «відкритість» військового неприєднання у мирний час у питаннях співпраці і про те, що «найбільш ефективно протистояти загрозам миру та безпеці можна лише шляхом колективних дій та у співпраці з іншими країнами». Хоча, зрозуміло, НАТО прямо не згадується, багато хто — і прихильники, і противники вступу в союз — тлумачать нове формулювання як таке, що дає можливість приготувань до такого варіанту. У цілому набір аргументів на користь вступу в НАТО, висловлюваних у Швеції, багато в чому перегукується з іншими країнами, які претендували або претендують на вступ до НАТО. Швеція точно впевнена, що жодна велика європейська держава не повинна в односторонньому порядку домінувати в Північноєвропейському регіоні, і присутність США бачиться як противагу подібній можливості. Наприклад, у кооперації у сфері озброєнь необхідно «балансувати» між Європою та Америкою. Операції під проводом НАТО за участю країн-партнерів у зовнішньополітичній доктрині Швеції визнаються первинними в європейському кризовому врегулюванні. Підтримка Швецією трансатлантичної солідарності особливо зросла після терористичних атак 11 вересня 2001 р. Швеції також зробила практичні кроки в цьому напрямку, виступивши з пропозицією про поліпшення функцій Ради євроатлантичного партнерства для боротьби з цією загрозою. Як нейтральна країна, Швеція підтримує співпрацю з НАТО у врегулюванні криз, за винятком питань, визначених ст. 5 Північноатлантичного договору. Шведи вважають, що більш глибоке політичне співробітництво, посилення можливостей ЄС у сфері безпеки та оборони як глобального чинника має центральне значення в зміцненні більш рівноправної трансатлантичної співпраці. Свого часу Швеція надіслала 260 своїх військовослужбовців до Групи НАТО з відбудови провінції Мазарі-Шаріф в Афганістані, утримувала близько трьохсот військовиків у складі сил НАТО в Косово. Також вона мала нагоду продемонструвати здатність своїх Збройних Сил до швидкого розгортання. Так, у 2003 р. Швеція однією з перших надіслала спецпідрозділи для участі у Місії ООН в Конго, попередивши широкомасштабну гуманітарну кризу. Участь наших військ не обмежується операціями НАТО. Наприклад, в Місії ООН у Ліберії було залучено понад двісті шведських військовослужбовців, ще близько сімдесяти — в Місії Європейського союзу в Боснії. Що стосується концепції сучасного вступу Швеції до НАТО, то, незважаючи на дискусії з цього питання, Королівство вступить в НАТО тільки у тому випадку, якщо для Швеції виникне реальна, а не гіпотетична можливість військової загрози. Але у зв'язку з набранням чинності Лісабонського договору закладається юридична основа для надання військової допомоги країнам ЄС. Крім того, ще 16 червня 2009 р. Риксдаг ухвалив рішення про те, що країна має бути готовою приймати і надавати військову допомогу. Останнім часом посилилося прагнення налагодити військове та військово-технічне співробітництво між північними країнами — членами НАТО та країнами, які не входять до Альянсу. Так, у серпні 2007 р. командувачі оборонних сил Швеції та Норвегії висунули пропозицію про співпрацю між цими країнами у виробництві підводних човнів, танків та інших видів озброєння, спільну підготовку військовослужбовців, координації військових доктрин. У 2008 р. було ухвалено рішення активніше використовувати північні території Швеції для проведення планових заходів військово-повітряних сил Швеції, Норвегії та Фінляндії.
- У 2022 році, на фоні російського вторгнення в Україну, разом з Фінляндією, після офіційної заяви Соціал-демократичної партії Швеції, уряд Королівства офіційно ухвалив рішення про те, що країна після десятиліть нейтралітету подасть заявку на членство в НАТО[3].

### ООН
Одним з основних елементів шведської зовнішньої політики залишається підтримка ООН. Війська Швеції брали участь у проводилися під егідою ООН операціях в Африці, на Близькому Сході і в Східній Азії. Швеція традиційно проводить політику вільної торгівлі та є прихильником відкритої багатосторонньої торговельної системи, заснованої на принципах ГАТТ і здійснюваної в рамках СОТ.

## Зовнішні політичні зв'язки
Тривалий час Швеція приділяла особливу увагу зв'язкам з новими державами Африки й Азії, щорічно виділяючи на їх розвиток 1 % національного доходу. З 1991 р. розміри цієї допомоги були значно скорочені.

## Зовнішні економічні зв'язки
За розміром зовнішньо-торгового обороту Швеція займає 10-е місце серед розвинених капіталістичних країн. Вартість (млрд крон в 1976 р.) експорту — 80,2, імпорту — 83,3. В експорті переважали (у 1976 р.): продукція машинобудування і металообробки (49 % за вартістю), деревообробна і целюлозно-паперова промисловості (20 %), металургія (8 %). Голові статті імпорту: машини та устаткування (36 %), паливо (18 %), хімічні продукти (8 %), метали (7 %). Географічний напрямок зовнішньої торгівлі свідчить про Сильне економічне і торгово-політичне життя, про прихильність Швеції до Західної Європи, на частку якої припадає 3/4 шведського експорту та імпорту, в тому числі 1/2 — на країни ЄЕС.
Найважливіші торгові партнери (частка в експорті та імпорті в%, у 1976 р.): ФРН (10 і 19), Велика Британія (11 і 10), Норвегія (11 і 6), Данія (10 і 7), Фінляндія (6 і 6), США (5 і 7). На частку країн — членів СЕВ припадає 6 % зовнішньої торгівлі Швеції; найбільший розвиток отримали торгово-економічні зв'язки з країнами колишнього СРСР, Польщі і Німеччини. У країн колишнього СРСР Швеція закуповувала рідке і тверде паливо, метали, хімічні продукти, верстати, а продає їм переважно машини та обладнання. Розширювалося виробництво, кооперація між ними: підприємствами в промисловості, енергетиці та транспорті. Щорічно Швецію відвідують 3 — 4 млн іноземних туристів. За курсом 1978 р. Держбанку СРСР було 100 крон = 14 рублів 96 копійок. За сучасним курсом 122.86 крон (SEK)= 100 українських гривень (UAH).